# Bouke Draaisma
Bouke Draaisma (Groningen, 1937) is een Nederlands voormalig voetbalscheidsrechter die in de Eredivisie floot.
Hij speelde voetbal bij de Oosterparkers en was na zijn scheidsrechtersloopbaan voorzitter van Be Quick 1887. Draaisma is een Frank Sinatra kenner en imitator.